# Zsilka Tibor
Zsilka Tibor másképp Žilka (Palást, 1939. január 29. –) nyelvészprofesszor, irodalomtudós. 

## Élete
1957-ben Ipolyságon érettségizett, majd 1962-ben a pozsonyi Comenius Egyetemen magyar–szlovák szakos tanári oklevelet szerzett. 1968-ban doktorált, 1973-tól a nyelvtudomány kandidátusa.
1962-től a nyitrai Pedagógiai Főiskola magyar tanszéke, 1969-től az Irodalmi Kabinet, 1976-tól a szlovák tanszék oktatója. 1984-től egyetemi docens, 1994-től egyetemi tanár. Nagydoktori értekezését 2000-ben védte meg a Brünni Egyetemen. 1993-tól a Pázmány Péter Katolikus Egyetem oktatója, majd a Szlavisztika – Közép-Európa Intézetének vezetője lett.
Kutatási területe a stilisztika, a nyelvészeti statisztika, a kommunikációelmélet, a szemiotika, a lexikográfia.

## Elismerései
- 2017 A Magyar Érdemrend lovagkeresztje[1]

## Művei
- 1973 A stílus hírértéke
- 1974 Stilisztika és statisztika
- 1978 Poétikai szótár
- 1991 Téma a štýl v postmodernizme
- 1995 Text a posttext
- 1997 Od moderny k postmoderne
- 2000 Postmoderná semiotika textu
- 2006 (Post)moderná literatúra a film
- 2006 Vademecum poetiky
- 2019 Poétikai kisszótár - 500 fogalom magyarázata irodalmi példákkal szemléltetve